# 本郷伸明
本郷 伸明（ほんごう のぶあき、1979年 - ）は日本の映像ディレクター。EPOCH Inc.所属。

## 人物
東京都出身。多摩美術大学グラフィックデザイン学科卒。有限会社イエローブレインにて丹下紘希に師事。 2014年クリエイティブユニットTASS発足。TVCMやWEBCMの広告系映像を中心に、ミュージック・ビデオ、映画やTVのタイトルバック、DVDジャケットのディレクション、デザインも行う。
BNN映像作家100人2010選出
BNN映像作家100人2013選出
BNN映像作家100人2015選出
GRAPHIC DESIGN 2014 選出
CICLOPE FESTIVAL 2017／シルバー・Original Music 受賞 (2017年)
CICLOPE FESTIVAL 2017／ファイナリスト・Sound Design 受賞 (2017年)
MOBILE CREATIVE AWARD／審査員特別賞 受賞 (2018年)
第72回 広告電通賞／フィルム広告部門 金賞 受賞 (2019年)
第72回 広告電通賞／地区賞 準名古屋地区広告賞 受賞 (2019年)
ACC TOKYO CREATIVITY AWARDS 2019 フィルム部門Bカテゴリー / シルバー賞受賞 (2019年)

## 作品

### ミュージックビデオ
- Aira Mitsuki「カラフル･トーキョーサウンズ･NO.9」
- earthmind「イノセント」
- 磯貝サイモン「初恋に捧ぐ歌」
- イヤホンズ「それが声優！」
- AKB48「ダンシ”は研究対象」「やさしいplace」
- SKE48「世界が泣いてるなら」
- FTISLAND「未体験future」
- ENDER「Hope」「Fake In Every Single Way」
- w-inds.「アメあと」「FANTASY」
- 大塚愛「ユメクイ」
- オトナモード「風になって」「グライダー」「グリーン」
- Kis-My-Ft2「AAO」
- 木村カエラ「BOX」
- グッドモーニングアメリカ「輝く方へ」
- クレンチ&ブリスタ「ハルカゼ」
- 小松未可子「Imagine day, Imagine life!」
- サカモト教授「僕らの世界にダンスを」
- SABOTEN「シナリオ」
- THE BAWDIES「YEAH」
- CTS「Yume Be The Light」「Beautiful Love World」「Everything's All Right」
- SEAMO「Hey Boy, Hey Girl feat.BoA」
- 清木場俊介「JET」
- 真空ホロウ「Highway My way」
- スガシカオ「春夏秋冬」
- 竹内まりや「チャンスの前髪」「縁の糸」
- 田村ゆかり「微笑みのプルマージュ」
- Dancing Dolls「Ring Dong」
- チャラン・ポ・ランタン 「忘れかけてた物語」
- 超飛行少年「透明アバンチュール」
- 東京女子流「鼓動の秘密」「Killing Me Softly」
- TOKIO「手紙」
- ナオト・インティライミ「愛してた」
- 中島愛「TRY UNITE！」
- NACANO「NIGHTRIDER」
- Violent is Savanna「アワイロサクラチル」
- Hi-Fi CAMP「トルケスタニカ」
- ハナエ「恋は神聖ローマ」
- PANG「Fall in Love」
- 平井堅「桔梗が丘」
- 平野綾「SUNDAY」
- FAKY「Afterglow」
- V6「Wait for You」
- PhilHarmoUniQue「優しい響き」「真っ白な未来」
- BRAHMAN「Handan's pillow」
- plane「桜はまだ咲いている」「飛行機」「arrow」
- HEY-SMITH「Dancing Is Illegal」
- ベイビーレイズ「ベイビーレボリューション」
- 真山りか「Liar Mask」
- Ms.OOJA「ANSWER」「最後の雨
- 悠木碧「回転木馬としっぽのうた」「ポポン．．．ポン！」「レゼトワール」
- UNISON SQUARE GARDEN「cody beats」
- ONE OK ROCK「エトセトラ」

### TV
- 勇者ヨシヒコと魔王の城 / オープニングタイトル
- 勇者ヨシヒコと悪霊の鍵 / オープニングタイトル
- アオイホノオ / オープニングタイトル
- 相棒season13 / オープニングタイトル
- NHK60周年 special movie
- PASSPO☆の尺うまTV / オープニングタイトル
- NHK /「LIFE!STAGE」オープニングタイトル
- NHK / 高校野球100年の物語 オープニングタイトル & web
- わざわざ言うテレビ / オープニングタイトル
- 徳山大五郎を誰が殺したか?/ オープニングタイトル

### その他
- 映画『大洗にも星はふるなり』Title Background
- 50th Anniversary audio-technica Live Party -Opening Video-
- ALTO ECO web movie
- TOSHIBA web movie [UK]
- TOSHIBA web movie [CHINA]
- all originals represent / AFRA in UMEDA
- all originals represent / 香川真司 in TOKYO
- TOYOTA「DRIVES ON SOCIAL MEDIA」special movie
- トヨタ PRIUS! IMPOSSIBLE GIRLS リリックビデオ「シジョウノコエ」
- TOYOTA GAZOO Racing WRC＆WEC / TVCM
- ZOZOTOWN.COM / webmovie
- Refreshing Break
- docomo HEALTHCARE「ムーヴバンド２」プロモーション動画
- Y!mobile Yahooブランド パネルバナー映像
- 江崎グリコ TOKYO RUNWAY ビスコプロジェクションマッピング@TOKYO RUNWAY(幕張メッセ)
- 岡村製作所 / mode
- シンザンTVCM / 小鴇遊 化粧篇・書道篇・茶道篇
- Wacoal「BROS」2015SS
- Wacoal「BROS」2016SS
- gloops / GENERAL EMPLOYEE MEETING “1st half of FY2015”
- ad:tech tokyo international 2015 イベント映像
- キラかみリカちゃん / ダンスPV・ふりつけビデオ
- Technics / 50周年ブランドムービー
- エムアイカード プロモーション動画 / MORE SMILES
- 難民支援協会「THE MISSING FINGERPRINT」
- 沖縄戦 全記録 / NHKオンライン
- Twitter JAPAN / 広告PRムービー
- iroha mini web movie
- iroha+ / self pleasure item PV
- ファントムオブキル / プロジェクトZERO「登場篇」＆「抗え篇」 TVCM
- PlayStation VR /「日本の皆様に向けたビデオメッセージ」
- RAIZIN Green Wing /「ウォーターバイク篇」TVCM
- RAIZIN Purple Wing /「POWDER SPLASH篇」TVCM
- 日本民間放送連盟 「gorin.jp」 / The Great Moments
- 「渋谷道玄坂ゴールデンカムイ軒」 開店告知 ＰＶ
- SoftBank WEB-CM / 「バルス篇」
- ラストピリオド TVCM / 「漫画サクサク編」「タイミングバトル編」
- PS4/PS Vita ニューダンガンロンパV3 TVCM「モノクマやりたい放題篇」
- マクドナルド ハッピーセットTVCM スーパーマリオ「不思議なアイテム」篇
- 日本通運 スペシャルムービー「NINJA BASEBALLER」
- じゃらん遊び・体験予約「好奇心のまま予約しよう。」
- Kyash（キャッシュ） -ブランドムービー
- UCC BLACK無糖「限界なんて、ない。」篇　TVCM
- 『ONE PIECE』連載20周年記念ムービー
- “I AM NEXT.” by VICTAS
- 乳酸菌ショコラ web movie
- DAIHATSU×Badminton2018　TVCM
- 【PayPay】第2弾100億円キャンペーン TVCM
- トヨタＬ＆Ｆ「LOGISUSHIC」篇　TVCM・WEB
- サントリーBOSS /「ある男の生き方」篇　WEBCM
- ブルボン 濃厚チョコブラウニー「キミのヒーロースイーツ」篇 TVCM
- HAL東京 2019年度「夢に、嚙みつけ。」篇 TVCM
- UNIQLO 2019 Spring/Summer リラックスマネキン -意外な働き者のオフタイム- WEBCM
- MINISTOP / 「キャントストップ 白桃ソフト」篇 TVCM
- サントリーBOSS / ゴジラ「顔の映らない主役」篇 WEBCM
- 明治ザバス / 「みんなでザバス MILK PROTEIN」篇 TVCM
- メルカリ / 「最高家族」篇 TVCM
- UACJ企業広告 / 「何度でも生まれ変わる」篇 TVCM